# Robert Sapolsky
Pour les articles homonymes, voir Sapolsky.
Robert Morris Sapolsky est un neuroendocrinologue et auteur américain né le 6 avril 1957 à Brooklyn (New York). Il est notamment professeur de biologie, de neurologie et de neurochirurgie à l'université Stanford. Il est aussi chercheur associé des musées nationaux du Kenya.

## Jeunesse et éducation
Sapolsky naît à Brooklyn le 6 avril 1957. Ses parents sont des immigrés de l'Union soviétique. Son père, Thomas Sapolsky, était architecte, et avait notamment rénové les restaurants newyorkais Lüchow's et Lundy's. Robert est élevé dans la culture juive orthodoxe, et passe son temps libre à lire et à s'imaginer vivre avec des gorilles. A douze ans, il écrit des lettres d'admiration à des primatologues. Lorsqu'il entre à la John Dewey High School (en), il lit déjà des ouvrages sur le sujet et apprend seul à parler le swahili.
Sapolsky se considère athée. Il déclare dans son discours de réception du prix Le roi est nu : "J'ai été élevé dans un ménage orthodoxe de manière très religieuse jusqu'à treize ans. Dans mon adolescence, l'une des principales missions que je m'étais fixées était de m'éloigner de toute forme de religion".
En 1978, Sapolsky obtient un Bachelor of Arts mention summa cum laude en anthropologie biologique à l'université Harvard,. Il part ensuite au Kenya pour étudier les relations sociales des babouins dans leur milieu naturel. Quand la guerre ougando-tanzanienne survient, Sapolsky prend la décision de parcourir les territoires ougandais pour assister au conflit au plus près. Plus tard, il déclare "J'avais vingt-et-un ans et je voulais de l'aventure. [...] Je me comportais comme un primate mâle lors de l'adolescence tardive". Son "aventure" le mène à la capitale ougandaise, Kampala, d'où il rejoint la frontière avec le Zaïre (aujourd'hui la République Démocratique du Congo) avant de retourner à Kampala. Il est témoin des combats, et notamment de la conquête de la capitale par l'armée tanzanienne et les rebelles ougandais les 10 et 11 avril 1979. Sapolsky finit par retourner à New York où il étudie à l'université Rockefeller. Il y décroche un doctorat en neuroendocrinologie, après avoir travaillé pour le laboratoire de l'endocrinologue Bruce McEwen.
Après sa première venue d'un an et demi en Afrique, il y retourne chaque été pendant 25 ans pour étudier le même groupe de babouins, de la fin des années 1970 au début des années 1990. Il passait alors huit à dix heures quotidiennes pour une durée d'environ quatre mois annuels à enregistrer les comportements de ces babouins.

## Carrière
Sapolsky est professeur auprès de la chaire John A. et Cynthia Fry Gunn de l'université Stanford, et propose des cours de biologie, de neurologie et de neurochirurgie à plusieurs départements.
En tant que neuroendocrinologue, il focalise sa recherche sur les questions de stress et de dégénérescence neuronale, mais aussi sur le rôle éventuel de la génétique pour prévenir ou guérir des neurones malades. Dans la même idée, il travaille également sur les techniques de transfert d'informations génétiques afin de renforcer les neurones contre les effets nocifs des glucocorticoïdes. Chaque année, Sapolsky passe du temps au Kenya où il étudie une population de babouins sauvages afin de déterminer ce qui cause leur stress, et d'établir quelle est la relation entre la personnalité des primates et leur niveau de stress. Plus spécifiquement, Sapolsky étudie les niveaux de cortisol, et établit une moyenne entre le niveau du mâle alpha et celui d'une femelle. L'un de ses premiers articles sur le sujet est intitulé "Stress in the Wild", publié dans le journal Scientific American en 1990. Il a également écrit quelques articles sur la déficience neurologique et sur l'aliénation mentale dans le système juridique américain,.
Sapolsky s'intéresse également au rôle des troubles schizotypiques dans l'émergence et le développement du chamanisme et des principales religions occidentales. Il note des similarités entre des comportements obsessifs-compulsifs et les rites religieux,,.
Le travail de Sapolsky est très largement relayé par les médias, principalement dans le documentaire Stress: Portrait of a Killer de National Geographic,, à travers des articles publiés dans le New York Times,, le magazine Wired, celui de l'université Stanford et le Tehran Times. Son aisance à l'oral (par exemple sur Radiolab, dans The Joe Rogan Experience, et dans ses cours à Stanford sur la biologie du comportement humain) ont attiré l'attention. La spécialisation de Sapolsky en primatologie et en neurosciences en a fait un acteur prédominant des débats publics autour de la santé mentale  — et plus généralement des relations humaines — auprès du public, apportant une perspective évolutionniste,. En avril 2017, Sapolsky a présenté une conférence TED,.
Sapolsky est un fidèle adepte de la vision déterministe du comportement humain. D'après lui, "il n'y a pas de libre arbitre, ou du moins il y a beaucoup moins de libre arbitre que ce que l'on pense généralement". Les actions humaines sont alors déterminées par la neurobiologie, les hormones, l'enfance et les conditions de vie,.
La plupart de ses conférences et leçons sont disponibles sur la chaîne YouTube de l'université Stanford.

## Distinctions

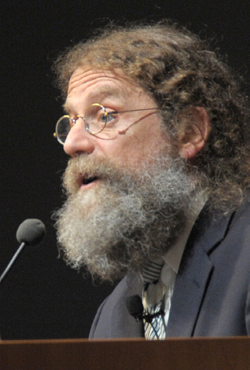
Robert Sapolsky en 2009

Sapolsky a été très largement récompensé et honoré pour son travail. Il a obtenu une bourse MacArthur, une bourse Alfred P. Sloan et une bourse Klingenstein en neurosciences en 1987. Il a également obtenu de la part de la Fondation nationale pour la science un Presidential Young Investigator Award ainsi qu'un Young Investigator of the Year Award de la part de la Society for Neuroscience, de l'International Society for Psychoneuroendocrinology et de la Biological Psychiatry Society.
En 2007, il obtient un John P. McGovern Award en sciences comportementales, attribué par l'Association américaine pour l'avancement des sciences. L'année suivante, il obtient le prix Wonderfest Carl Sagan en vulgarisation scientifique. En février 2010, Sapolsky est nommé au conseil d'honneur des artistes distingués de la Freedom From Religion Foundation, conséquemment au prix Le roi est nu reçu en 2002.

## Vie privée
Robert Sapolsky est marié à Lisa Sapolsky, une docteure en neuropsychologie. Le couple a deux enfants. Sapolsky était un passionné de football et en jouait hebdomadairement, mais a été contraint d'arrêter à la suite de douleurs au dos.

## Publications

### Livres
- (en-US) Robert M. Sapolsky, Stress, the Aging Brain, and the Mechanisms of Neuron Death, MIT Press, 1992, 429 p. (ISBN 0-262-19320-5)
- (en-US) Robert M. Sapolsky, Why Zebras Don't Get Ulcers, Holt Paperbacks, 1994, 392 p. (ISBN 0-8050-7369-8, lire en ligne)

- (en-US) Robert M. Sapolsky, The Trouble with Testosterone: And Other Essays on the Biology of the Human Predicament, New York, Scribner, 1997, 296 p. (ISBN 0-684-83891-5, lire en ligne)
- (en-US) Robert M. Sapolsky, Junk Food Monkeys, Headline Publishing Book, 1997, 247 p. (ISBN 978-0-7472-7676-0)édition britannique de The Trouble with Testosterone
- (en-US) Robert M. Sapolsky, A Primate's Memoir, New York, Scribner, 2001, 312 p. (ISBN 0-7432-0247-3, lire en ligne)

- (en-US) Robert M. Sapolsky, Monkeyluv: And Other Essays on Our Lives as Animals, New York, Scribner, 2005, 224 p. (ISBN 0-7432-6015-5)
- (en-US) Robert M. Sapolsky, Behave: The Biology of Humans at Our Best and Worst, Londres, Penguin Press, 2017, 800 p. (ISBN 978-1594205071)
- (en-US) Robert M. Sapolsky, Determined: A Science of Life Without Free Will, Londres, Penguin Press, 2023, 528 p. (ISBN 978-0525560975)

### Cours filmés
- (en) Your Evolved Brain Is at the Mercy of Your Reptilian Impulses and Vice Versa
- (en) Les cours de Robert Sapolsky sur le comportement humain à l'université Stanford (25 cours, les deux derniers ne sont pas publiés). Pour une version plus ancienne du cours, visiter ce lien.
- (en-US) Robert M. Sapolsky, Stress and Your Body (guide audio), Chantilly, Virginie, The Teaching Company, 2010, 100 p. (ISBN 978-1-59803-680-0, lire en ligne)
- (en) Being Human: Life Lessons from the Frontiers of Science
- (en) Biology and Human Behavior: The Neurological Origins of Individuality

## Documentaire
En 2011, il participe en tant qu'expert au film documentaire Zeitgeist: Moving Forward du réalisateur américain Peter Joseph.

### CoursHuman Behavioral Biology(université de Stanford, 2010)
- 01. Introduction to Human Behavioral Biology
- 02. Behavioral Evolution
- 03. Behavioral Evolution II
- 04. Molecular Genetics I
- 05. Molecular Genetics II
- 06. Behavioral Genetics I
- 07. Behavioral Genetics II
- 08. Recognizing Relatives
- 09. Ethology
- 10. Introduction to Neuroscience I
- 11. Introduction to Neuroscience II
- 12. Endocrinology
- 13. Advanced Neurology and Endocrinology
- 14. Limbic System
- 15. Human Sexual Behavior I
- 16. Human Sexual Behavior II
- 17. Human Sexual Behavior III & Aggression I
- 18. Aggression II
- 19. Aggression III
- 20. Aggression IV
- 21. Chaos and Reductionism
- 22. Emergence and Complexity
- 23. Language
- 24. Schizophrenia
- 25. Individual Differences

### Autres conférences ou formations
- 2009 – Stanford's Sapolsky on Depression in the U.S.
- 2023 – The Biology and Psychology of Depression (mise à jour)
- 2024 – You Have No Free Will at All (Big Think)
- 2017 – The Biology of Our Best and Worst Selves (TED Talk)